# Neunkirchen (Daun)

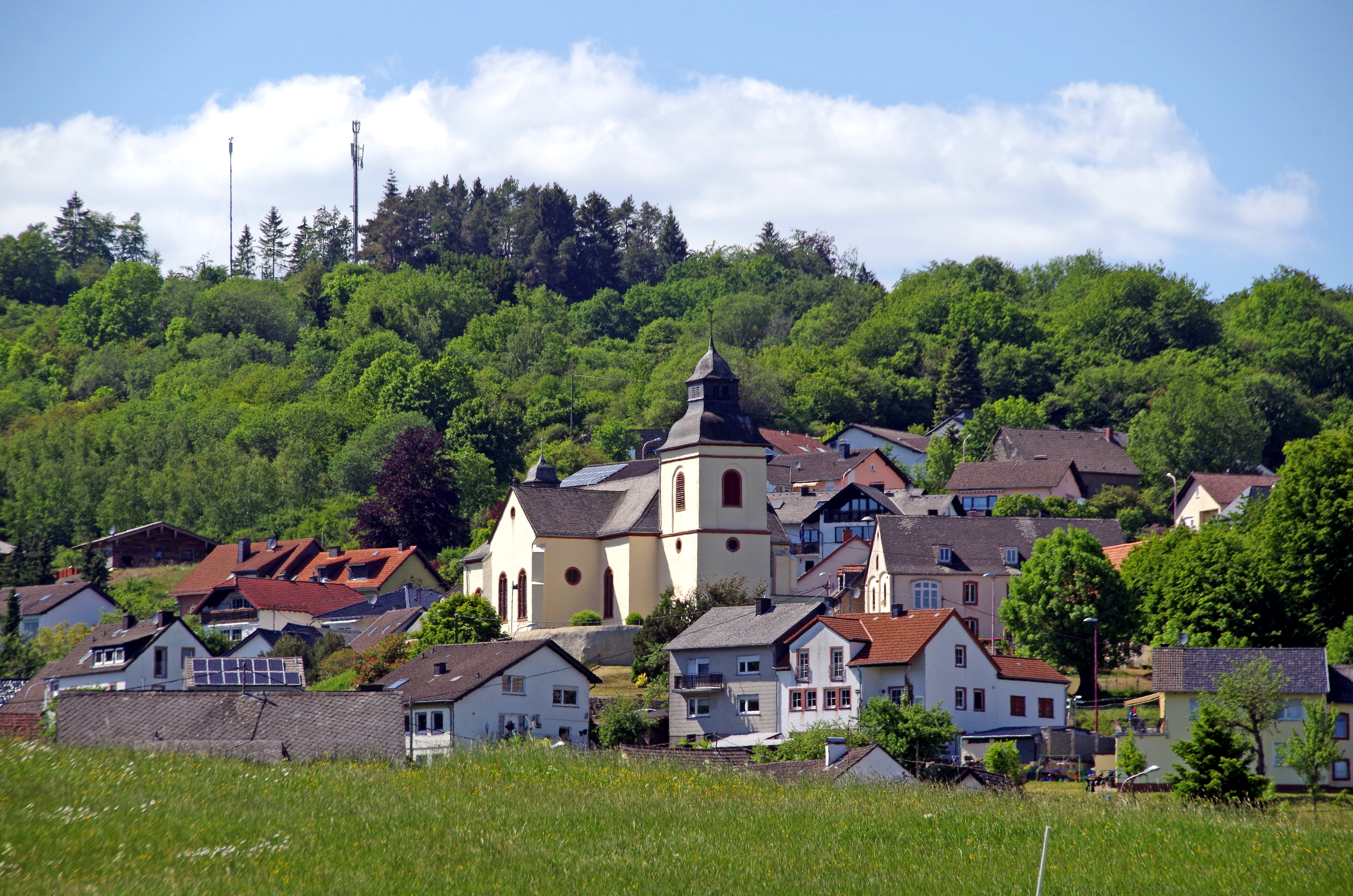
Neunkirchen mit der Pfarrkirche St. Anna

Neunkirchen (ⓘ) ist ein Stadtteil (Ortsbezirk) von Daun in der zentralen Vulkaneifel im Landkreis Vulkaneifel in Rheinland-Pfalz.

## Geographie
Der Ort liegt im Pützbachtal. Die Nachbarorte von Neunkirchen sind im Norden Steinborn und im Süd-Osten Pützborn. Am östlichen Ortsrand verläuft die Landesstraße L 28. Des Weiteren verläuft am südlichen Ortsrand der Eifelsteig.
Zum Ortsbezirk Neunkirchen gehören auch der Wohnplatz Neunkirchener Mühle.

## Geschichte
Neunkirchen wurde im Jahr 1190 das erste Mal urkundlich erwähnt.
Neunkirchen war bis Ende des 18. Jahrhunderts Sitz eines Hochgerichts, das unter gemeinschaftlichem Besitz des Kurfürstentums Trier und des Herzogs von Arenberg stand. Der kurtrierische Teil unterstand dem Amt Manderscheid, der arenbergische Teil gehörte zur Herrschaft Kasselburg. Zum Gerichtsbezirk Neunkirchen gehörten die Ortschaften Neunkirchen und Pützborn sowie die Hälfte von Gemünden.
Im Jahr 1794 hatten französische Revolutionstruppen das Linke Rheinufer besetzt. Von 1798 bis 1814 gehörte Neunkirchen zum französischen Kanton Daun im Saardepartement. Auf dem Wiener Kongress (1815) wurde die Region dem Königreich Preußen zugeteilt. Neunkirchen war von 1816 an dem neu errichteten Kreis Daun im Regierungsbezirk Trier zugeordnet.
Am 7. Juni 1969 wurde die bis dahin eigenständige Gemeinde Neunkirchen mit seinerzeit 317 Einwohnern in die Stadt Daun eingegliedert.
Im Jahr 1841 erhält das Dorf eine Schule und 1921 elektrischen Strom. 1973 wurde die Schule geschlossen und nach Daun verlegt.
Heute sind die ältesten erhaltenen Gebäude, die alte Schule sowie eine ehemalige Zinnerei für die Mausefalle-Herstellung im Nachbarort Neroth.

## Politik
Der Stadtteil Neunkirchen ist gemäß Hauptsatzung einer von acht Ortsbezirken der Stadt Daun. Die Grenzen des Bezirks entsprechen denen der Gemarkung. Er wird politisch von einem Ortsbeirat sowie einem Ortsvorsteher vertreten.
Der Ortsbeirat in Neunkirchen besteht aus fünf Mitgliedern und dem ehrenamtlichen Ortsvorsteher als Vorsitzendem.
Wolfgang Hennen ist seit 2019 Ortsvorsteher von Neunkirchen.
Sein Vorgänger Alois Zender hatte das Amt seit 1990 ausgeübt.

## Kirche
Im Dorf befindet sich die katholische Pfarrkirche St. Anna. Sie beherrscht das Ortsbild von Neunkirchen.
Siehe auch: Liste der Kulturdenkmäler in Gemünden